# Astara (quận)
Astara (tiếng Azerbaijan:Astara) là một quận thuộc liên xô. Dân số thời điểm năm 2012 là 84319 người.